# رویدن اینگام
رویدن اینگام (انگلیسی: Royden Ingham; ۲۹ آوریل ۱۹۱۱ – ۷ مهٔ ۱۹۹۹) دوچرخه‌سوار اهل ایالات متحده آمریکا بود. وی در بازی‌های المپیک تابستانی ۱۹۳۲ شرکت کرده است.